# Хеббе, Вендела
Вендела Хеббе (швед. Wendela Hebbe, 9 сентября 1808 — 27 августа 1899) — шведская журналистка, писательница, переводчица и композитор. Была первой шведской журналисткой, работала в газете Aftonbladet.

## Биография
Вендела Хеббе родилась в приходе Йончёпинг и была старшей из трёх дочерей пастора Самуэля Остранда и Марии Лунд. Её отец интересовался литературой и культурой и с детства поощрял увлечение дочерей чтением, музыкой, искусством и литературой. За свои таланты Вендела даже получила прозвище Fröken Frågvis (Фрёкен Любознательность).
В период 1832—1864 гг. Вендела была замужем за адвокатом Клеменсом Хеббе, в этом браке родились три дочери, одна из которых, Сигне Хеббе, стала актрисой и оперной певицей. В 1839 г. Клеменс Хеббе обанкротился и уехал из страны: вначале в Великобританию, потом в Соединённые Штаты, бросив жену и детей. Вендела была вынуждена искать работу и, будучи образованной женщиной, начала давать уроки музыки, пения и изобразительного искусства, чего едва хватало, что сводить концы с концами. Её брак с Клеменсом Хеббе был расторгнут только в 1864 г.
В 1841 г. она написала свой первый роман «Арабелла», опубликованный в газете Aftonbladet её основателем Ларсом Юханом Хиртой. Она начала работать в Aftonbladet, а в 1844 г. получила в газете постоянную должность. Её называли первой журналисткой Швеции. Хотя женщины и до этого публиковались в шведской прессе, Вендела Хеббе первой писала статьи не под псевдонимом, а под своим настоящим именем. Она сблизилась с Ларсом Хиртой, и они начали жить одной семьёй, хотя она формально оставалась замужней, а он был женат на другой женщине.
В газете Вендела Хеббе работала переводчицей и редактором раздела культуры в газете. Она писала критические обзоры вышедших книг, концертов, оперных постановок и театральных пьес. Она также публиковала социальные репортажи, разделяя тогдашние либеральные взгляды редакции газеты. В 1840—1850-е гг. она была хорошо известна в Стокгольме, держала музыкальный и литературный салон, который стал центром либеральной литературы и был популярен у писателей. Её салон посещали, например, Магнут Крусенстольпе и Карл Альмквист
В штате Aftonbladet Вендела находилась до 1851 г., после чего сосредоточилась на писательской деятельности. Если её первая книга «Арабелла» была любовным романом, то следующие произведения были написаны в духе реализма

## Произведения Венделы Хеббе
- Arabella (1841)
- Svenska skaldestycken för ungdom (1845)
- Arbetkarlens hustru (1846)
- Brudarne (1846)
- En fattig familj (1850)
- Tvillingbrodern (1851)
- Lycksökarna (1852)
- Dalkullan (1858)
- I Skogen (1871)
- Bland trollen (1877)
- Under hängranarne (1877)

## Память
В память о Венделе была основана ассоциация Друзья Венделы Хеббе. В Сёдертелье сохранился дом Венделы Хеббе, в котором с 1998 г. открыт музей.